# Ahaura (plaats)

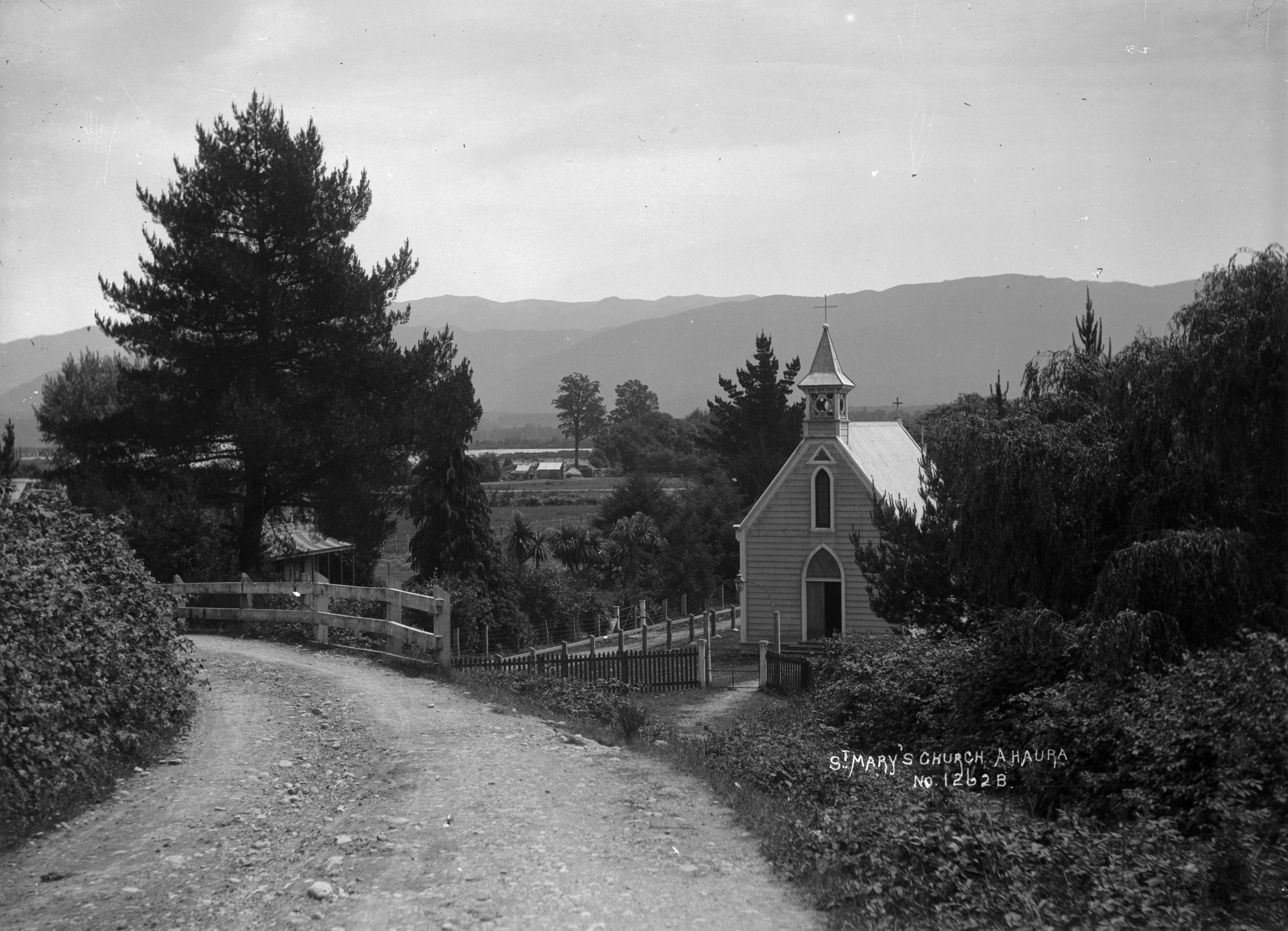
Ahaura, met St Mary's Church, 1900-1930

Ahaura is een dorp in de West Coast van Nieuw-Zeeland op het Zuidereiland. In het dorp wonen 390 inwoners (2006).